# Юра-Юрский, Александр Петрович
Алекса́ндр Петро́вич Юра́-Ю́рский (укр. Олекса́ндр Петро́вич Юра́-Ю́рський; 23 июня 1895, с. Федварь, Александрийский уезд, Херсонская губерния, Российская империя — 30 декабря 1968, Киев) — украинский советский актёр. Народный артист Узбекской ССР (1944), Народный артист Украинской ССР (1947).

## Биография
Брат Гната, Терентия и Татьяны Юра.
Учился в студии и дебютировал в 1918 году в киевском Молодом Театре Леся Курбаса (1918—1919), позже играл на сцене театра им. И. Франко в Харькове и Киеве (1920—1948), одновременно в 1925—1927 годах — режиссёр Сталинского драматического театра.
С 1948 года — мастер художественного слова в Киевской государственной филармонии, в частности, интерпретатор произведений Т. Шевченко, М. Рыльского, М. Бажана, П. Тычины, И. Франко.
Похоронен на Байковом кладбище в Киеве.

## Избранные роли
- Тартюф (Тартюф, или Обманщик Мольера)
- Дядя Лев, Годвинсон («Лесная песня», «В пуще» Леси Украинки),
- Эгей («Сон в летнюю ночь» В. Шекспира),
- Фурманов («Мятеж» Д. Фурманова),
- Компас («Делок» В.Газенклевера),
- Т. Шевченко («Судьба поэта» С. Голованивского),
- Эстеван («Фуэнте овехуна» Лопе де Вега).
- Хома («Ой не ходи, Грицю, та й на вечорниці» М. Старицкого)